# 青山吉信
青山 吉信（あおやま よしのぶ、1926年8月20日 - ）は、日本の歴史学者、日本女子大学名誉教授。英国中世史が専門。

## 来歴
1926年、広島県で生まれた。東京大学文学部西洋史学科で学び、1952年に卒業。
卒業後は、東洋大学助教授に就いた。1961年、日本女子大学助教授に転じた。後に教授昇格。1997年に日本女子大学を定年退任し、名誉教授となった。

## 家族・親族
- 妻：青山誠子は英文学者。

## 著作
著書
- 『西洋近代社会』山本書店 1962
- 『アングロ=サクソン社会の研究』山川出版社 1974
- 『イギリス封建王制の成立過程』 東京大学出版会 1978
- 『アーサー伝説 歴史とロマンスの交錯』岩波書店 1985
- 『グラストンベリ修道院（英語版）：歴史と伝説』山川出版社 1992
- 『聖遺物の世界：中世ヨーロッパの心象風景』山川出版社 1999
- 『ヨーロッパ歴史紀行』刀水書房 2002

共編著
- 『世界史史料・名言集』石橋秀雄・中村道雄共編 山川出版社 1960
- 『イギリス史研究入門』共編 山川出版社 1973
- 『英文学のヒロインたち』(世界の女性史 7, イギリス 2) 評論社 1976
- 『概説イギリス史 伝統的理解をこえて』今井宏共編 有斐閣選書 1982
- 『実像のイギリス 変わるもの・変わらぬもの』有斐閣選書 1984
- 『イギリス史 1　先史～中世』山川出版社(世界歴史大系) 1991
- 『世界史大年表』木村靖二・松浦高嶺・石橋秀雄共編 山川出版社 1992

訳書
- 『古代から封建へ』ペリー・アンダーソン著、共訳 刀水書房(人間科学叢書) 1984

## 参考
- 「ヨーロッパ歴史紀行」著者紹介
- 『人事興信録』1995年